# Párduclányok
A Párduclányok (eredeti cím: The Cheetah Girls) egy 2003-as amerikai-kanadai zenés-táncos film a Disney Channel eredeti produkciójában, Raven Symoné, Adrienne Bailon, Kiely Williams és Sabrina Bryan főszereplésével, Oz Scott rendezésében. Deborah Gregory azonos című regénye alapján a forgatókönyvet írta Alison Taylor. A film négy lányról szól, akik hangjukkal és mozgásukkal hírnévre tesznek szert.
Az Amerikai Egyesült Államokban 2003. augusztus 15-én mutatták be, melyet 6,5 millió néző kísért figyelemmel. Magyarországi premierje 2007. december 27-én volt a TV2-n.

## Cselekmény
A lányok elhatározták, hogy elindulnak az éves iskolai tehetségkutatón. Fellépés közben meglátta őket a híres lemezkiadó, Sakál, és szerződést akart kötni velük. Galleria mamája eleinte nem támogatta ezt, de aztán beleegyezik. Galleria kezdett elszállni magától, s azt hitte, hogy jobb a többi lánynál, csak, mert ő írja a dalokat, pedig ez nincsen így. Elmentek Sakálhoz a meghallgatásra, de ő mást javasolt: vegyenek fel állatjelmezt és egy Sakál által írt  gyerekdalt énekeljenek. Galleria egyből el akart menni, de a lányok átgondolták, hogy iskolai tehetségkutató, vagy pedig egy híres lemezkiadó tenné őket híresebbé.
Galleria lelépett, s másnap a kutyáját sétáltatta. Meghallotta a gyerekdalt, és azt hitte, a lányok Sakál mellett döntöttek (pedig nem, ők a tehetségkutatóra készültek). Galleria felháborodásában elengedte kutyája pórázát, s az beleesett egy szűk, mély aknába. A lány pánikba esett, s hívta a szüleit és a tűzoltókat, de a kutyát nem tudták kimenteni. Forgalmi dugó alakult ki a kutyus miatt, mindenki érte imádkozott. A Párducok eljöttek Galleria-t vigasztalni, s az énekükkel kicsalogatták a Toto-t az aknából. A Párduclányok ismét együtt voltak, és a tehetségkutatón sikeresen szerepeltek.

## Szereplők
| Szereplő                  | Színész         | Magyar hang        | Magyar hang       | Leírás             |
| Szereplő                  | Színész         | TV2                | Disney Channel    | Leírás             |
| ------------------------- | --------------- | ------------------ | ----------------- | ------------------ |
| Galleria "Bubo" Garibaldi | Raven Symoné    | Böhm Anita         | Csondor Kata      | Ő írja a dalokat.  |
| Chanel "Chuchie" Simmons  | Adrienne Bailon | Roatis Andrea      | Mezei Kitty       | Ő a legjobb hangú. |
| Aquanette "Aqua" Walker   | Kiely Williams  | Molnár Ilona       | Vadász Bea        | Remek színész.     |
| Dorinda "Do" Thomas       | Sabrina Bryan   | Bogdányi Titanilla | Molnár Ilona      | A legjobb táncos.  |
| Dorothea Garibaldi        | Lynn Whitfield  | Kiss Erika         | Kocsis Mariann    | Galleria anyja.    |
| Francobollo Garibaldi     | Juan Chioran    | Sótonyi Gábor      | Galbenisz Tomasz  | Galleria apja.     |
| Juanita Simmons           | Lori Alter      | Kisfalvi Krisztina | Szórádi Erika     | Chanel anyja.      |
| Drinka Champane           | Sandra Caldwell | Andresz Kati       | Makay Andrea      |                    |
| Sakál Johnson             | Vince Corazza   | Fekete Zoltán      | Karácsonyi Zoltán | Zenei producer.    |
| Derek                     | Kyle Schmid     | Hamvas Dániel      | Moser Károly      |                    |
| Mackerel                  | Denton Rowe     | ?                  | Szalay Csongor    |                    |

## Filmzene
A film azonos című albuma 2003. augusztus 12-én jelent meg az Amerikai Egyesült Államokban.

### Számlista
|    | Cím             | Előadó(k)         | Hossz |
| -- | --------------- | ----------------- | ----- |
| 1. | Cheetah Sisters | The Cheetah Girls | 3:06  |
| 2. | Cinderella      | The Cheetah Girls | 3:20  |
| 3. | Girl Power      | The Cheetah Girls | 2:47  |
| 4. | Together We Can | The Cheetah Girls | 1:35  |
| 5. | C'mon           | Sonic Chaos       | 1:24  |
| 6. | Girlfriend      | Char              | 3:29  |
| 7. | Breakthrough    | Hope7             | 2:43  |
| 8. | End of the Line | Christi Mac       | 1:38  |

### Speciális kiadás, bónusz számok
|     | Cím                    | Előadó(k)            | Hossz |
| --- | ---------------------- | -------------------- | ----- |
| 9.  | Cinderella (Dream Mix) | The Cheetah Girls    | 3:33  |
| 10. | Girl Power (Meow Mix)  | The Cheetah Girls    | 2:54  |
| 11. | Cheetah Sisters        | Instrumental karaoke | 3:21  |
| 12. | Cinderella             | Instrumental karaoke | 3:24  |
| 13. | Girl Power             | Instrumental karaoke | 2:51  |
| 14. | Together We Can        | Instrumental karaoke | 1:49  |
| 15. | C'mon                  | Instrumental karaoke | 1:41  |
| 16. | Girlfriend             | Instrumental karaoke | 3:30  |
| 17. | Breakthrough           | Instrumental karaoke | 2:59  |
| 18. | End of the Line        | Vanessa Hudgens      | 1:51  |

## Premierek
| Ország                    | Dátum                              |
| ------------------------- | ---------------------------------- |
| Amerikai Egyesült Államok | 2003. augusztus 15.                |
| Brazília                  | 2003. december 7.                  |
| Olaszország               | 2005. október 19. (DVD megjelenés) |
| Ausztrália                | 2007. március 18.                  |
| Magyarország              | 2007. december 27. (TV2)           |
| Svédország                | 2008. október 10.                  |
| Bulgária                  | 2010. január 9.                    |